# Expedición de Khalid ibn al-Walid (Banu Jadhimah)
La expedición de Khalid ibn al-Walid, a La Meca, contra la tribu Banu Jadhimah, ocurrió en enero de 630 d. C., 8AH, noveno mes del calendario islámico.
Khalid ibn al-Walid fue enviado para invitar a la tribu Banu Jadhimah a convertirse al Islam. Estos aceptaron la oferta; sin embragopero, Khalid les toma a todos como prisioneros y ejecuta a una parte de la tribu (antes de que lo detuvieran).

## Expedición contra Banu Jadhimah
A su regreso de la expedición de Nakhla para destruir al-Uzza, Khalid bin Al-Walid con alrededor de 350 jinetes de Ayudantes, emigrantes y Banu Saleem fue enviado una vez más en el mismo año 8 AH a lugar donde habitaban los beduinos de Bani Khuzaimah, quienes usaron el término sabianos, aquellos que abandonaron su antigua religión, para describirse a sí mismos.
La misión encomendada a Khalid era invitarlos al Islam. Parte de los miembros de la tribu aceptaron la oferta y pasando a formar parte del Islam. Sin embargo, Khalid ibn Walid tenía rencillas con esta tribu.
Khalid ibn Walid los ató y los hizo prisioneros a todos y ordenó su ejecución después de sentir que su conversión era un truco. Una parte fue ejecutada, antes de que otros musulmanes que eran ciudadanos de Medina vinieran e intervinieran, deteniendo a Khalid.
Cuando las noticias de lo ocurrido llegaron a Mahoma, Este estaba profundamente apenado y levantando sus manos al cielo, pronuncia estas palabras: "¡Oh Allâh! Soy inocente de lo que ha hecho Khalid", dos veces. Inmediatamente envió a 'Ali para hacer todas las reparaciones posibles a las tribus por los agravios que habían sufrido. Después de calcular los daños, 'Ali pagó el dinero de sangre a todos aquellos que sufrieron pérdidas. La porción restante también se distribuyó entre los miembros de la tribu para aliviar su sufrimiento. Khalid, tuvo un desacuerdo con 'Abdur Rahman bin 'Awf . Al escuchar esto, Muhammad se enojó y ordenó a Khalid que detuviera ese altercado y agregó que, como sus Compañeros (es decir, Khalid y 'Abdur Rahman bin 'Awf), tenían un rango demasiado alto para estar involucrados en argumentos tan innecesarios.